# 5969 Ryuichiro
5969 Ryuichiro è un asteroide della fascia principale. Scoperto nel il 17 Marzo del 1991 da T. Seki. Chiamato così in onore di Ryuichiro Goto (1938– ). Presenta un'orbita caratterizzata da un semiasse maggiore pari a 2,3231471 UA e da un'eccentricità di 0,1240709, inclinata di 7,45307° rispetto all'eclittica.